# 충주시의 지질

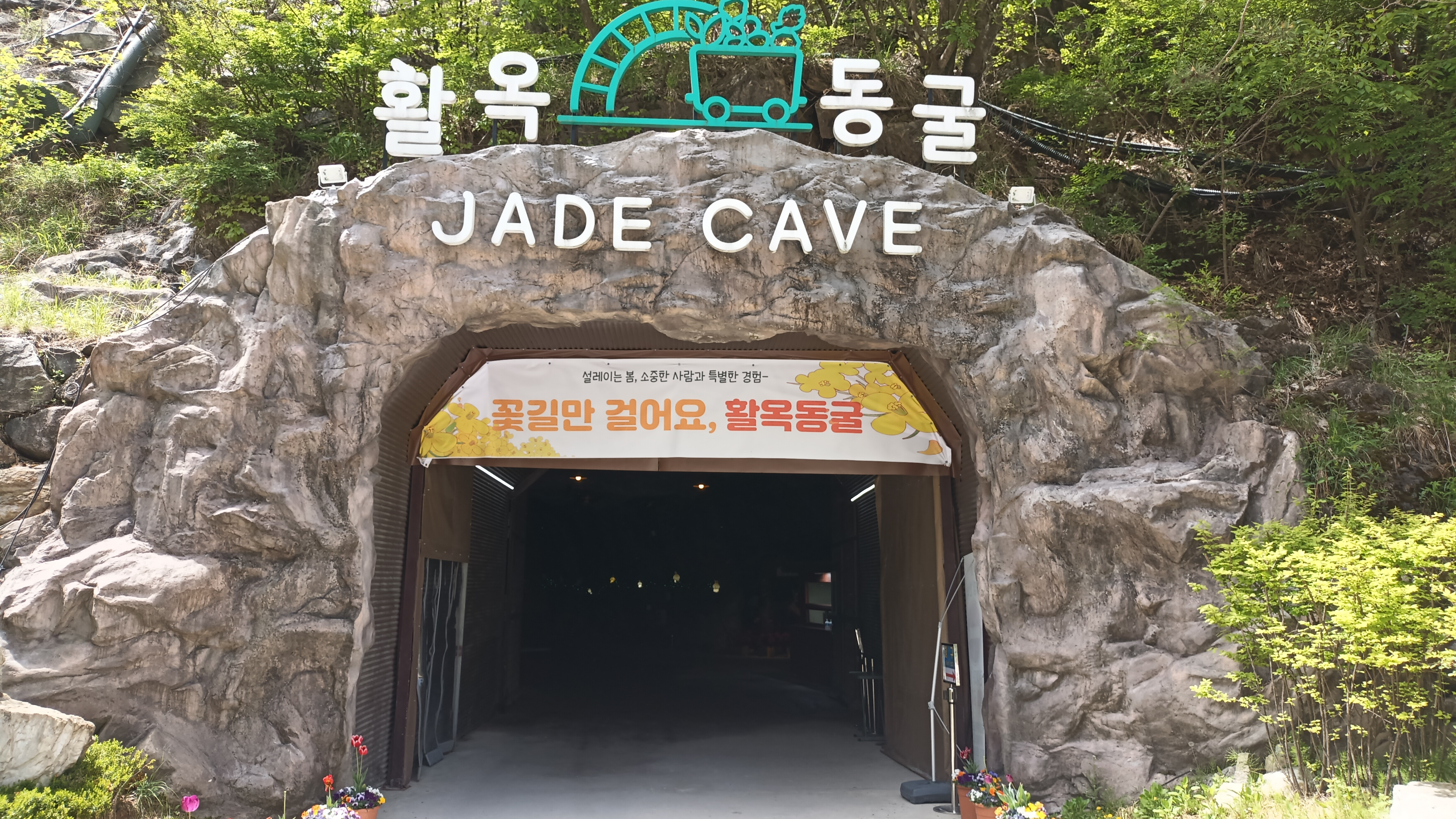
활옥동굴은 충주시에 분포하는 옥천 누층군 향산리 돌로마이트질 석회암층 내에 발달한다.

본 문서에서는 충청북도 충주시의 지질과 충주시 내 수안보온천, 앙성온천 및 활옥동굴, 수주팔봉 등 지질유산에 대해 설명한다.

## 개요
충주시는 경기 지괴/경기 육괴와 옥천 습곡대의 경계에 위치하며, 북서부에는 경기 지괴에 속하는 선캄브리아기의 편마암류와 중생대의 화강암류가, 남동부에는 고생대 오르도비스기의 탄산염암 퇴적암 조선 누층군과 시대 미상의 변성퇴적암 옥천 누층군이 분포한다. 
지역이 넓어 7개 지질도폭 지역에 걸쳐있다. 1:5만 지질도폭 상으로, 
- 여주 지질도폭(1975) 남동부 (앙성면 최북단)[2]
- 장호원 지질도폭(1989) 동부 (앙성면 서부, 노은면 서부, 신니면 북부)[3]
- 목계 지질도폭(1971) 대부분 (앙성면, 소태면, 엄정면, 산척면 서부, 동량면 서부, 금가면, 목행동, 중앙탑면, 노은면 동부, 주덕읍 북부)[4]
- 제천 지질도폭(1967) 남서부 (산척면 동부, 동량면 동부)
- 음성 지질도폭(1976) 북동부 (신니면 남부)[5]
- 충주 지질도폭(1965) 중·북부 (주덕읍 중·남부, 대소원면, 충주시 시가지, 살미면 서부)[6]
- 황강리 지질도폭(1965)[7]

에 해당한다.

## 선캄브리아기
선캄브리아기의 편마암류는 충주시 서부 신니면~노은면~앙성면 및 북동부 산척면 지역에 분포하며 북동부는 박달령 변성암과 천등산층, 서부는 호상·편상 편마암으로 구성된다.

### 박달령 변성암
박달령 변성암(Bakdalryeong metamorphic rocks)은 박달재 지역에 분포하는 선캄브리아기 편마암으로 충주시 내에서는 제천시 백운면 지역에서 넘어와 산척면 동부 대덕산(577 m)~마미산(602 m), 석천리, 명석리, 인등산 지역에 분포하며 화강암질 편마암과 안구상 편마암으로 구성된다. 광역변성작용(regional metamorphism)을 받고 그 후 화강암화작용(granidzation)에 의해 광물이 재배열된 것으로 추정된다. 석영, 사장석, 미사장석, 흑운모, 백운모 등으로 구성된다.

### 천등산층
천등산층(Cheondeungsan Mt. Formation)은 충주시 산척면 천등산(806 m)과 송강리, 엄정면 원곡리 지역에 분포하는 선캄브리아기 지층이다. 천등산층은 함자철석미립편마암, 석회암, 석회규산염암으로 구성되는데 제천 지질도폭(1967)에서는 이를 충주시 남부의 옥천 누층군 계명산층과 향산리 돌로마이트질 석회암층에 대비하였으나 대향산 규암층에 해당하는 규암이 없어 일단 별개의 지층명을 부여하였다. 석회암은 석회규산염암과 함자철석미립편마암의 경계면을 따라 2~3 m 두께로 분포하며 부분적으로 돌로마이트 내지 돌로마이트질 석회암이 협재된다. 자철석을 포함하며 층간 습곡이 발달하여 편리는 다양한 주향과 경사를 보인다.
김명정(2021)은 천등산층과 계명산층이 매우 유사한 암상을 보이며 암석 기재와 지구화학적 연구를 통해 천등산층이 계명산층에 대비된다고 보았다. 천등산층의 산화 철(III) 함량은 3.54~9.54 wt.%이다.
| 위치                 | 좌표                                                                      | 지번                               | 도로명주소    |
| -------------------- | ------------------------------------------------------------------------- | ---------------------------------- | ------------- |
| 제천시 백운면 모정리 | 북위 37° 07′ 10.5″ 동경 128° 01′ 26.2″ / 북위 37.119583° 동경 128.023944° | 모정리 399                         | 애련로 도로변 |
| 충주시 산척면 송강리 | 북위 37° 07′ 12.5″ 동경 127° 57′ 54.3″ / 북위 37.120139° 동경 127.965083° | 송강리 산 236-212, 송강저수지 북측 | 송강길 도로변 |
| 충주시 산척면 송강리 | 북위 37° 07′ 8.9″ 동경 127° 57′ 58.8″ / 북위 37.119139° 동경 127.966333°  | 송강리 산 236-212, 송강저수지 북측 | 송강길 도로변 |
| 충주시 산척면 송강리 | 북위 37° 07′ 13.5″ 동경 127° 57′ 54.5″ / 북위 37.120417° 동경 127.965139° | 송강리 산 236-212, 송강저수지 북측 | 송강길 도로변 |

### 호상 편마암
호상 편마암은 호상 흑운모편마암과 그 안에 협재된 규암, 편암, 결정질 석회암 등으로 구성된 변성퇴적암 지층이다. 호상 흑운모 편마암은 1 cm 내외의 두께를 갖는 투명 및 유색광물의 얇은 층이 호층을 이루는 편마 구조가 잘 발달해 있다. 이 암석은 양성면 본평리, 지당리, 노은면 대덕리, 가신리, 법동리, 신니면 문락리, 광월리 등지에 분포한다. 호상 편마암 중에 국부적으로 협재되는 편암, 변성 정도가 약한 천매암, 점판암 등은 대개 흑회색 내지 암흑색을 띠며, 녹니석이 풍부한 것은 녹회색 내지 암녹색을 띠기도 한다

### 편상 편마암
편상 편마암은 충주시 북서부에 분포하는 편마암으로 양성면 용대리~노은면 연하리 지역에 V자 형태로 분포하고 덕련리 북동부의 편마암체중에 분포한다. 흑색 운모류가 주요 구성 광물로 뚜렷한 편리를 보인다.

## 고생대조선 누층군
고생대 오르도비스기의 조선 누층군은 충주시 남동부 끝 지역인 수안보면 사문리와 살미면 공이리에 소규모로 북동-남서 방향으로 분포한다.

### 고운리층
고운리층은 충주시에 발달하는 조선계 지층 중 최하부의 것이다. 흑색 점판암, 세립 결정질(結晶質) 석회암, 변질(變質) 점판암 내지 변질천매암과 석회규산염암의 호층(互層)으로 구성되는 지층으로 주향은 북동 40~70°이며 경사는 북서 45~60°의 것이 일반적이나 일부 지역에서 습곡의 영향으로 남동의 경사를 갖는다. 본 층 상위에 서창리층이 부정합으로 놓인다.

## 옥천 누층군
옥천 누층군(Okcheon supergroup, 沃川系)은 옥천 습곡대 내에 분포하는 변성퇴적암 지층이며 충주시 내에서 충주시 남동부 계명산, 충주호와 살미면, 수안보면 일대에 분포한다. 옥천 누층군의 지층들은 층서적 논란이 심한 관계로 본 문단에서는 옥천 누층군의 하위 지층을 가나다순으로 설명한다.

### 층서
충청북도 충주시, 제천시, 괴산군 지역의 옥천 누층군은 대개 고운리층, 서창리층, 계명산층, 향산리 돌로마이트층, 대향산 규암층, 북노리층, 명오리층, 황강리층, 문주리층 9개 지층으로 구성되나 이들의 상하 관계는 연구자에 따라 모두 다르다. 지금까지의 연구를 통해 알려진 충주-괴산 지역 옥천 누층군의 층서는 아래와 같으며 연구자에 따라 상반되는 층서를 갖는 이유는 이 지역에 분포하는 등사습곡 및 배사, 향사 구조에 의해 옥천 누층군이 심하게 뒤틀려 있어 연구자에 따라 정상층위 혹은 역전층으로 다르게 해석되기 때문이다. 충주호 지역에서 옥천 누층군은 구조적으로는 문주리층, 대향산 규암, 향산리 돌로마이트, 계명산층 순서로 놓여 있으나 이 구조적 층순과 층서적 층순이 일치하는지(정상층위) 등사습곡에 의해 구조적 층순과 층서적 층순이 반대인지(역전층)는 아직 밝혀지지 않았다. 충주 지질도폭(1965)에서는 계명산층, 향산리 돌로마이트층 및 대향산 규암층을 옥천 누층군에 포함시키지 않았다. 황강리 지질도폭(1965)에서는 옥천 누층군이 서창리층을 부정합으로 덮는 북노리층을 기저로 하여 그 위에 명오리층, 황강리층, 문주리층 순으로 오는 것으로 해석하였다.
| 지질시대                        | 충주도폭 (1965)                                    | 김옥준 (1968)                                         | 손치무 (1970) | 손치무 (1970)                                          | Reedman et al.(1973) | Reedman et al.(1973)                                  | Lee (1974)                             | Chough & Bahk (1992)                            | Lee (1995) | Lee (1995)                                   | Lee et al. (1998)                            | 임순복 외 (2005, 06, 07)   | 최덕근 외 (2012) | 최덕근 외 (2012)                       |
| ------------------------------- | -------------------------------------------------- | ----------------------------------------------------- | ------------- | ------------------------------------------------------ | -------------------- | ----------------------------------------------------- | -------------------------------------- | ----------------------------------------------- | ---------- | -------------------------------------------- | -------------------------------------------- | -------------------------- | ---------------- | -------------------------------------- |
| 트라이아스기                    | -                                                  | -                                                     | -             | -                                                      | -                    | -                                                     | 황강리층                               | -                                               | -          | -                                            | -                                            | -                          | -                | -                                      |
| 페름기 석탄기 데본기 실루리아기 | 문주리층 황강리층 명오리층 북노리층 ----- 서창리층 | -                                                     | 옥천층군      | 황강리층 운곡리층 서창리층 문주리층 미원층 대향산 규암 | -                    | -                                                     | -                                      | 문주리층 황강리층 한수 석회암 명오리층 북노리층 | -          | -                                            | 문주리층 황강리층 명오리층 북노리층 서창리층 | E 층 비봉층 C 층 B 층 A 층 | -                | -                                      |
| 페름기 석탄기 데본기 실루리아기 | 문주리층 황강리층 명오리층 북노리층 ----- 서창리층 | -                                                     | 충주층군      | 대향산층 계명산층                                      | -                    | -                                                     | -                                      | 문주리층 황강리층 한수 석회암 명오리층 북노리층 | -          | -                                            | 문주리층 황강리층 명오리층 북노리층 서창리층 | E 층 비봉층 C 층 B 층 A 층 | -                | -                                      |
| 오르도비스기 캄브리아기         | 조선계 고운리층                                    | 조선 누층군                                           | 조선 누층군   | 조선 누층군                                            | 충주층군             | 삼태산층 계명산층 대향산층                            | 문주리층 대향산 규암 향산리 돌로마이트 | 서창리층 계명산층 향산리 돌로마이트 대향산층    | 덕평층군   | 명오리층 내사리층 황강리층 구룡산층 화전리층 | 고운리층 조선 누층군                         | F 층 황강리층              | -                | -                                      |
| 오르도비스기 캄브리아기         | 조선계 고운리층                                    | 조선 누층군                                           | 조선 누층군   | 조선 누층군                                            | 충주층군             | 삼태산층 계명산층 대향산층                            | 문주리층 대향산 규암 향산리 돌로마이트 | 서창리층 계명산층 향산리 돌로마이트 대향산층    | 미원층군   | 운교리층 증평층                              | 고운리층 조선 누층군                         | F 층 황강리층              | -                | -                                      |
| 선캄브리아기                    | -                                                  | 군자산층 황강리층 창리층 (서창리층+명오리층) 문주리층 | -             | -                                                      | 옥천층군             | 문주리층 황강리층 명오리층 북노리층 서창리층 고운리층 | 계명산층                               | -                                               | -          | -                                            | -                                            | MV 층                      | 수안보층군       | 고운리층 명오리층 황강리층 문주리층    |
| 선캄브리아기                    | -                                                  | 군자산층 황강리층 창리층 (서창리층+명오리층) 문주리층 | -             | -                                                      | 옥천층군             | 문주리층 황강리층 명오리층 북노리층 서창리층 고운리층 | 계명산층                               | -                                               | -          | -                                            | -                                            | MV 층                      | 충주층군         | 대향산 규암 향산리 돌로마이트 계명산층 |

### 계명산층
계명산층(Gyemyeongsan formation)은 충주시 용탄동, 종민동, 안림동에 있는 계명산에서 이름이 유래되었으며 철 광상을 발달시키고 있다. 충주 지질도폭에 의하면 충주시 지역에서는 층서상 계명산층이 향산리 돌로마이트층 아래에 있지만 등사 습곡 구조로 인해 지층이 역전되어 지질도에서는 외관상 계명산층이 향산리 돌로마이트층위에 있는 것처럼 보인다.

### 대향산 규암층
대향산 규암층(PZotq; Daehyangsan quartzite formation, 大香山 硅巖層)은 향산리 돌로마이트질 석회암을 따라 그 남동쪽에서 매우 좁고 길게 분포하는 지층이다. 하부의 향산리 돌로마이트질 석회암층을 정합으로 덮고 규암으로 구성되며 주향과 경사는 북동 60~70° 및 북서 60~65°가 일반적이다. 박계헌 외(2001)는 U-Pb 연대측정값에 근거해 대향산 규암층의 지질시대가 실루리아기 이후라고 주장했지만, 최덕근 외(2012)는 계명산층과 문주리층 사이에 있는 대향산 규암층의 층서적 위치에 근거해 지질시대가 신원생대라고 주장했다.
- 충주 지질도폭(1965)에 의하면 향산리 돌로마이트질 석회암을 따라 그 남동쪽에서 대상 분포하는 지층이다. 하부의 향산리 돌로마이트질 석회암층을 정합으로 덮고 규암으로 구성되며 주향과 경사는 북동 60~70° 및 북서 60~65°가 일반적이다.[6]
- 황강리 지질도폭(1965)에 의하면 유백색 규암으로 구성되며 종민동 지역에서 습곡 구조가 발달한다.[7]
- 목계 지질도폭(1967)에 의하면 충원교 일대에 고립적으로 소규모 분포하며 주향은 북동 15~55°, 경사는 북서 55°이다.[4]
- 장기홍(1971)에 의하면 충주 지질도폭 지역의 대향산 규암층은 문주리층 위에 45~50°각도의 역단층으로 올라와 있다.[16]
- 이종혁(1972)에 의하면 주로 유백색~황갈색의 규질편암 내지 규암으로 구성된다. 이 층 상위에서 최대 20 m 두께의 함력규질편암이 협재되는 것이 확인되었다.[17]
- 임명적 외(1991)는 후기의 화강암의 국부적인 관입이 대향산 규암층의 변형작용에 영향을 미친 것으로 보았다. 여기서는 문주리층이 최하위에, 그 위로 대향산 규암, 향산리 돌로마이트, 계명산층 순서로 오는 것으로 보았다.[18]
- 강지훈과 류충렬(1997)에 의하면 대향산 규암층은 석영사질암 기원의 유백색 규암 내지 (운모)석영편암으로 구성되어 있다.[19]
- 유인창과 김태훈(2009)에 의하면 충주시 종민동-목벌동 지역에서 규암은 주로 유백색을 띠고 대부분 석영으로 구성되며, 암회색의 층리가 일부 발달하나 대부분 규암화가 이루어져 정상 혹은 역전층임을 판별할 수 있는 사층리 또는 점이층리는 확인되지 않았다.[20]
- 박계헌 외(2011)는 충주시 살미면 향산리 지역의 대향산 규암에서 분리한 쇄설성 저어콘 입자에 대해 SHRIMP U-Pb 연대측정을 실시하였다. 연대는 신원생대(1000-850 Ma)와 고생대(460-420 Ma)의 시기에 집중적으로 분포하며 가장 젊은 연령은 423.9±5.6 Ma이다. 이 수치에 근거하여 대향산 규암의 지질시대는 고생대 전기 실루리아기 이후로 해석되었다.[21]
- 최덕근 외(2012)에 의하면 대향산 규암층은 백색~담회색의 괴상(일부 층상)의 규암으로 구성되며 돌로마이트가 협재된다. 충주시 향산리 서부에서는 대향산 규암층이 첨멸되어 계명산층과 문주리층이 직접 만나, 대향산 규암층과 문주리층은 부정합으로 해석된다. 박계헌 외(2011)가 보고한 U-Pb 연대측정값과 달리, 최덕근 외는 계명산층과 문주리층 사이에 있는 대향산 규암의 층서적 관계로 대향산 규암을 신원생대의 지층으로 해석하였다.[11]

### 문주리층과수주팔봉
문주리층(PZocm; okcheon supergroup munjuri formation, 文周里層)은 충주시 대소원면 문주리에서 그 명칭이 유래된 지층으로 황강리층과 향산리 돌로마이트질 석회암층 및 대향산 규암층 분포 지역 사이에서 대소원면 문주리을 중심으로 넓은 분포를 보인다. 하위의 황강리층을 정합으로 덮으며 지층의 편리의 주향은 북동 30~50°및 북동 60~70°, 경사는 북서 50~60°가 일반적이다.
- 충주 지질도폭(1965)에 의하면 하위의 황강리층을 정합으로 덮으며 지층의 편리의 주향은 북동 30~70°, 경사는 북서 50~60°가 일반적이다. 남서쪽으로 올수록 분포지가 크게 확장되어 충주시 대소원면 문주리, 살미면 세성리, 괴산군 불정면 창산리, 장연면 조곡리 일대에 넓게 분포하는데 이는 지층 내 습곡이 북동쪽으로 침강해 있기 때문인 것으로 보인다.[6]
- 황강리 지질도폭(1965)에 의하면 명오리층보다 편리가 더 발달해 있으며 견운모를 함유하고 녹니석편암으로 구성된다. 지층의 주향은 북동 20~60°, 경사는 북서 35~50°이며 지층의 역전에 의해 하부에는 황강리층이, 상부에는 대향산 규암이 온다.
- 제천 지질도폭(1967)에 의하면 충주시 동량면 조동리의 지등산~관모봉 일대에 넓게 분포하며 인등산 단층 동부에서 황강리층 상부에 정합으로 놓이나 서부에서는 서창리층과 단층으로 접한다. 본 지층의 하부는 혼펠스상 사질암으로, 상부는 각섬편암과 녹니석편암으로 구성되며 중간에 황회색의 견운모-석영편암이 협재된다. 지층의 일반적인 주향은 북서 30~80°, 경사는 남서 30~35°이다. 녹니석편암 중에는 자철석이 포함된다.[8]
- 이민성 외(1998)에 의하면 문주리층은 황강리층과 관계 불명으로 접하고 지층의 주향은 북동 30°, 경사는 북서 45°이다. 문주리층은 주로 변성니질암과 사질암으로 구성되며 층상의 염기성화산암을 협재한다. 지층의 상부에는 곳에 따라 저품질의 석탄층을 협재하는 흑연질편암이 분포한다.[22]
- 이광식 외(1998)는 충주시의 문주리층 메타화산암(metavolcanic)에서 U-Pb 저어콘 연대측정을 실시하였고 상한은 755.8±1.3 Ma, 하한은 160±19 Ma로 측정되었다. 전자는 쌍봉식(bimodal) 화산활동을, 후자는 쥐라기 열변성작용을 지시하는 것으로 해석된다. 이는 문주리층이 선캄브리아기라는 것을 지지하는 최초의 확정적인 증거이다. 각섬암과 규장질메타화산암 네오디뮴 동위원소와 미량원소는 이들이 대륙 열개 환경의 맨틀 기원임을 지시한다. 각 원소 함량은 다음과 같다.[23]

| 각섬석 %    | 43.50~47.35   | 1.54~3.58     | 12.08~20.46  | 10.80~16.70   | 5.83~7.31   |           |             |           |             |           |            |           |             |           |
| 화산암 %    | 64.91~74.48   | 0.19~1.54     | 13.40~20.46  | 3.19~10.80    | 0.30~0.68   |           |             |           |             |           |            |           |             |           |
| 미량 원소   | 바나듐        | 스트론튬      | 루비듐       | 바륨          | 크로뮴      | 니켈      | 지르코늄    | 이트륨    | 나이오븀    | 토륨      |            |           |             |           |
| 각섬석 ppm  | 228~446       | 124~523       | 10~311       | 9~410         | 11~257      | 42~92     | 130~179     | 23~50     | 17~44       | 1.2~2.4   |            |           |             |           |
| 화산암 ppm  | 21~37         | 38~65         | 140~283      | 186~408       | 1~3         | 17~19     | 568~1350    | 63~195    | 402~548     | 59.5~83.6 |            |           |             |           |
| 희토류 원소 | 란타넘        | 세륨          | 프라세오디뮴 | 네오디뮴      | 사마륨      | 유로퓸    | 가돌리늄    | 터븀      | 디스프로슘  | 홀뮴      | 어븀       | 툴륨      | 이터븀      | 루테튬    |
| 각섬석 ppm  | 22.31~30.91   | 47.23~72.15   | 6.32~10.07   | 29.40~48.26   | 7.06~12.29  | 2.38~4.22 | 7.45~13.32  | 1.14~2.11 | 6.59~12.88  | 1.24~2.28 | 2.09~5.92  | 0.34~0.81 | 2.24~4.58   | 0.31~0.65 |
| 화산암 ppm  | 173.88~326.23 | 520.97~813.26 | 37.08~68.85  | 125.74~233.82 | 22.07~41.20 | 0.43~1.11 | 21.33~38.23 | 3.51~6.46 | 22.01~42.72 | 4.58~8.43 | 9.31~22.43 | 1.66~3.39 | 11.15~22.37 | 1.60~3.00 |

- 조문섭 외(2004)는 문주리층에 분포하는 규장질 변성응회암에 대해 고분해능 이차이온질량분석기(SHRIMP;  Sensitive High-Resolution Ion MicroProbe) U-Pb 저어콘 연대를 측정하였고 206Pb/238U 가중평균연대는 747±7 Ma으로 이는 이광식 외(1998)의 측정결과와 거의 비슷하며 두 연대측정 결과 모두 약 7.5억년 전 쌍모식 화산활동과 함께 대륙 내 분지가 옥천대에서 발달하였음을 지시한다. 연대측정에 사용한 시료는 충주시 살미면 팔봉 부근의 채석장(N 36°53'35.7", E 127°56'10.7")에서 채칩한 규장질 변성화산암이다. 저어콘의 우라늄과 토륨 농도는 각각 41~837 및 17~962 ppm이다.[24]
- 김숭원 외(2006)에 의하면 충주시 문주리층 규장질 메타화산암에 대한 SHRIMP U-Pb 저어콘 연대는 762±7 Ma이다.[25][26]
- 유인창과 김태훈(2009)에 의하면 충주시 종민동-목벌동 지역에서 구조적으로 최하부에 위치한 문주리층은 (암)녹색과 (암)회색의 편암으로 구성되며 최상부에 (암)회색 편암이 관찰된다. 문주리층은 상부의 대향산규암에 의해 덮이는데 문주리층과 대향산규암의 경계는 층리면과 평행한 단층으로 접하는 것이 야외에서 확인되었다.[20]
- 충주시 살미면 토계리 수주팔봉의 칼바위는 옥천 누층군 문주리층에 해당하는 암석이다.

수주팔봉 칼바위의 문주리층
- 칼바위 전경
- 문주리층
- 다리 아래쪽

### 명오리층
명오리층(PZocmy; okcheon supergroup myeongori formation, 鳴梧里層)은 충주시 동량면 명오리에서 이름이 유래되었으며, 북노리층 분포지역 바로 북서쪽에서 북노리층과 같이 북동 방향으로 분포하는 지층이다. 하부의 북노리층과 상부의 황강리층과는 정합적 관계에 있으며 암회색 내지 녹회색을 띠고 편리의 발달이 양호한 부분을 갖는다. 본 층의 지배적인 편리의 주향과 경사는 북동 60° 및 남동 70°이다. 명오리 북측에서는 북동 방향의 평행한 축을 갖는 파상(波狀) 습곡으로 인하여 경사가 상반됨이 반복되며 파장은 100~50 m 내외다.

### 북노리층
북노리층(PZocp; okcheon supergroup buknori formation, 北老里層)은 옥천 누층군 최하부의 기저층이며 제천시 한수면 북노리에서 그 명칭이 유래되었다. 수안보면 온천리 북부 적보산의 북측 사면을 따라 그리고 살미면 신당리의 악어봉과 대미산을 중심으로 북동-남서 방향으로 분포한다. 적보산의 지층은 암회색 석회질인 함력(含礫)천매암으로 구성되며 주향과 경사는 북동 60°및 남동 70°이다.

### 서창리층
서창리층(PZomz; seochangri formation, 西倉里層)은 고운리층을 부정합으로 덮고 암회색 천매암으로 구성되며 충주시 남동부의 수안보면 온천리 일대에 분포한다. 온천리-수회리 경계 지역에서 황강리층과 단층으로 접촉하며 본 층의 엽리의 주향과 경사는 북동 54/75°와 남동 70° 이 지배적이다.

### 향산리 돌로마이트질 석회암층과충주 활옥동굴
향산리 돌로마이트질 석회암층(Hyangsanri Dolomitic limestome Foramtion) 또는 향산리 돌로마이트층은 충주시 종민동에서 목벌동과 살미면 향산리를 지나 대소원면 매현리까지, 계명산층의 남동부를 따라 좁고 길게 분포하는 지층이다. 하부의 계명산층을 정합으로 덮으며 백색 내지 회백색의 돌로마이트질 석회암 지층이다. 종민동 남동부와 살미면 재오개리에서 각각 동-서 및 서북서-동남동 주향의 주향 이동 단층에 의해 250~450 m 정도 수평 변위된다. 살미면 향산리와 직동 지역에서 이 지층의 주향과 경사는 북동 60~70°및 북서 50~60°이다. 종민동 지역에서는 주향이 남-북에 서쪽으로 경사한다. 이 지층 중에 충주 활옥동굴이 발달한다.
충주 활옥동굴
- 동굴 입구
- 정단층
- 정단층
- 정단층
- 정단층
- 석회암과 셰일
- 낙수구간. 오른쪽 검은색 부분에서 지하수가 유출되고 있다.
- 단층
- 향사습곡 전경 (파노라마)
- 습곡 좌익
- 습곡 중앙
- 습곡 우익

### 황강리층
황강리층(PZoch; okcheon supergroup hwangkangri formation, 黃江里層)은 지금은 수몰된 제천시 한수면 황강리 마을에서 그 명칭이 유래된 지층으로 명오리층 분포 지역 북서부인 살미면 중부와 수안보면 수회리 일대 그리고 충주호와 동량면 지동리 서부에 이르기까지 넓은 분포를 보인다. 전 층이 암회색 함력(含礫)천매암질암으로 구성되어 있으며 괴산군-살미면-수안보면 경계 지역에서 중생대의 화강반암에 의해 관입당하였다.(→따라서 중생대 혹은 그 이전의 지층임을 알 수 있다.) 본 지층 내에는 크고 작은 습곡 구조가 발달되며 특히 살미면 설운리의 북동 방향의 배사축을 중심으로 북측은 북서 40~45°, 남측은 남동 50~60°의 경사를 가진다. 주향은 대체로 북동 방향이다.

### 중부내륙선철도
윤기원(2022)은 충주시 남부 중부내륙선 철도가 통과하는 지역(충주역 이남)에서의 지질과 이에 따른 통과 방안을 연구하였다. 철도가 건설되는 지역에는 중생대 화강암 및 화강반암과 옥천 누층군 계명산층, 향산리 돌로마이트질 석회암층, 문주리층, 황강리층이 분포하며 계명산층, 향산리 돌로마이트질 석회암층, 문주리층의 경계는 충상단층이다. 시추조사 결과 단층파쇄대와 석회암 공동(空洞)이 발견되었으며 계명산층 및 문주리층 구간에 석회암이 일부 협재되어 지하 공동 발생 가능성을 확인하였다. 옥천 누층군에 협재된 천매암은 절리가 발달해 굴진 방향에 따라 암반 붕락의 위험이 있는데, 터널 굴진 방향과 지층의 층리가 경사하는 방향이 반대인 역경사방향의 경우 불안정하므로, 터널 통과구간 내 주요 절리의 방향을 검토하여 안정성을 위해 굴진 방향을 경사와 일치하는 방향으로 결정하였다. 철도 터널 통과구간과 인접하여 우라늄 광상이 위치한 것이 확인되어 라돈 가스의 유입을 방지하기 위한 밀폐형 뚜껑 설치를 주문하였다.

## 중생대관입화강암
중생대에 관입한 화강암류는 충주시 시내 지역과 북서부지역에 넓게 분포하고 옥천계 퇴적암 분포지역을 국소적으로 관입하고 있다.

### 흑운모 화강암
흑운모 화강암(biotite granite)은 충주시 시내 동부지역(충주분지)과 대소원면, 노은면, 중앙탑면, 양성면, 소태면, 엄정면 일대에 광범위하게 분포하며 주로 저반(底盤)을 형성하고 있다. 주 구성 광물은 흑운모, 석영, 사장석이다.

### 백운모 화강암
백운모 화강암(Muscovite granite)은 동량면 서운리를 중심으로 암주(巖柱) 형태로 조선 누층군 석회암, 각섬석, 옥천 누층군 황강리층을 관입하고 있다. 본 암은 중립-조립질으로 흑운모가 안 보인다.

### 화강반암
화강반암(Kgp)은 수안보면 수회리와 살미면 문강리의 경계선을 따라 옥천 누층군 황강리층을 관입하였다. 주 구성 광물은 각섬석, 석영, 사장석이다.

## 단층
충주시에는 대규모의 단층은 없고 중, 소규모의 단층만 분포한다.

### 하천 단층
하천(荷川) 단층은 동량면 하천리를 중심으로 남-북 주향을 가지는 경사 단층이다. 옥천 누층군의 황강리층과 서창리층을 절단하고 있다.

### 인등산 단층
인등산 단층은 인등산 동측에서 남-북 주향을 가지는 단층이다.

### 세곡 단층
세곡 단층은 살미면 신당리의 세곡 마을을 북동 40°주향으로 지나는 수직 단층으로 제천시 한수면 서창리에서 대미산(680.8 m)과 적보산 부근을 지나 괴산군 장연면으로 이어진다.

### 포탄리 단층
포탄리 단층(浦灘理 側傍摺動斷層)은 동량면 포탄리를 지나는 북서 80°및 85°방향으로 평행하게 발달하는 2조의 단층으로 대향산 규암층에서 약 250 m의 슬립(slip)차가 확인된다.

### 사기리 단층
사기리 스러스트 단층은 동량면 사기리를 중심으로 북동-남서 주향으로 발달하며 단층면이 북쪽으로 50°경사하고 북측이 상승, 남측이 하강한 역단층이다.

### 기타
살미면 재오개리에는 항산리 돌로마이트질 석회암과 대향산 규암을 수평 변위시키는 서북서 주향의 소규모 단층이 있다.

## 광산과 지하자원
충주시에 분포하는 광상(鑛床)은 주로 철 광상이며 이 외에 희토류, 활석, 중정석, 구리, 형석, 등이 있다. 철과 희토류 광상은 계명산층 내에 존재하며 초기 퇴적물 기원(primary sedimentary origin)의 광층이 변질작용에 의해 생성된 변성 광상으로 보이며 품위(品位)는 20~45%가 일반적이다. 활석 광상은 향산리 돌로마이트질 석회암층 내에 있으며 화성암의 관입에 의해 형성된 열수교대광상이다. 옥천 누층군 내 발달하는 활석 광상의 모암(母巖)은 돌로마이트 지층이며 광상화되기 전의 원암(原巖)은 돌로마이트질 석회암이다. 충주시 남서부 계명산층의 석영운모 편암과 흑운모 화강암(Rb-Sr : 134±2 Ma)의 접촉부에는 회중석을 수반하는 스카른 광상이 산출된다.

### 태창광산
태창광산(泰昌鑛山)은 노은면 연하리 북부 보련산 기슭에 위치한다. 보련산을 구성하는 선캄브리아기 화강암질 편마암, 편상편마암, 호성편마암 및 이를 관입한 중생대 화강암이 있고 편마암체가 모암이 되어 주향 북서 10°~북동 10°에 동쪽으로 25°경사한 편리에 따라 4개의 암맥이 있다. 주 암맥은 폭 30 cm로 단층에 의해 자주 절단하여 이 함금석영맥을 채굴하기 위해 하남갱, 신창갱, 사곡갱, 소생갱, 국망갱을 개설하였으나 모두 휴광하였다. 최대품위는 금 400 g/t, 평균품위 25~30 g/t이다.

### 돈산광산
돈산광산(敦山鑛山) : 노은면 돈산리에 소재한다. 흑운모 화강암과 화강암질 편마암의 접촉부 부은의 편마암을 모암으로 하여 암맥군은 주향 북서 15°, 경사 남서 40~60°의 열극에 폭 10~50 cm, 연장 100 m 내외로 17개조의 암맥군이 발달한다. 가행 대상인 15, 16호맥은 평균폭 30 cm 내외에 광석광물로 휘수연석, 흑중석, 약간의 회중석이 석영맥 중에 함유된다.

### 산육규석광산
산육규석광산(山六硅石鑛山) : 동량면 동량이 모내고개 동측 계곡에 위치한다. 화강암질 편마암을 관입한 석영맥을 가행한다.

### 충주철광산
충주철광산(忠州鐵山)은 대소원면 만정리에 소재한다. 본 광산의 광구(鑛區)는 일제 강점기인 1917년 3월 1일에 설정되었고, 지질은 계명산층과 인근에 관입한 화강암으로 구성되어 있으며 화강암과의 경계부에서 철광석은 재결정되어 부광대(富鑛帶)를 형성하고 있다. 동쪽 갱도에서 광층(鑛層)의 주향과 경사는 북동 65°및 북서 83°로서 적철석, 자철석, 석영 편암과 호층(互層)을 이루고 있으며 폭은 1~4 m 정도이다. 광석의 평균 품위는 철 58.37%, 이산화 규소 14.53%, 산화 알루미늄 0.6%, 황 0.047%, 인 0.033%, 산화 마그네슘 0.2%, 산화 칼슘 1.23%, 구리 0.004%, 망간 0.04%이다.

### 창동철광산
창동철광산(倉洞鐵山)은 중앙탑면 창동리에 소재한다. 광체(鑛體)는 계명산층 내에 있으며 주변에 중생대 흑운모 화강암이 관입하고 있고 편리 방향과 일치하는 층상(層狀) 광상이다.

### 연수동철광산
연수동철광산(連守洞鐵山)은 연수동 (충주시)에 소재한다. 창동 광산과 같이 층상 광상이며 폭이 4 m 내외이고 연장은 70 m 내외이다. 계명산층과 이를 관입한 흑운모 화강암이 분포하고 있다. 적철석은 암회색이며 치밀하고 괴상(塊狀)이다.

### 금곡광산
제1 금곡광산(第一金谷鑛山)은 대소원면 금곡리에 소재하며 주변에 계명산층과 이를 관입한 화강암이 있다. 광층은 폭 4~5 m, 심도 약 30 m이며 주향은 북서 10°, 경사는 남서 25°이다. 광물의 품위는 철 42%이다. 제2 금곡광산(第二金谷鑛山)은 금곡리에 소재하며 주변에 계명산층과 이를 관입한 화강암이 있다.

### 대림 활석광산
대림 활석광산(大林滑石鑛山)은 살미면 향산리에 소재하며 향산리 돌로마이트질 석회암층 내에 부존되어 있다. 본 활석 광상은 돌로마이트질 석회암층 내의 마그네슘 성분이 나중에 관입한 화강반암의 열수용액에서 규산(硅酸) 성분을 공급받아 활석 광상을 형성한 것으로 추측된다. 본 광상의 활석은 유백색을 띠며 규화 석회암과 같은 양상을 띠는 곳도 많고 경도(硬度)도 2~3도 정도이다. 평균 품위는 이산화 규소 58.67%, 산화 알루미늄 2.54%, 산화 마그네슘 30.59%, 산화 칼슘 0.56%, 산화 철(III) 0.72%이다.

### 이덕 중정석광산
이덕 중정석광산(利德重晶石鑛山)은 대소원면과 주덕읍에 걸쳐 있으며, 계명산층에 협재되는 돌로마이트질 석회암에 관입한 흑운모 화강암에 의해 형성된 접촉 교대 광상이다.

### 계명산층 철, 희토류 광상
충주시 남서부의 계명산층에는 철과 희토류 원소 광상이 발달한다. 이 지역의 계명산층은 석영편암, 석영-운모편암, 석영-장석편암, 함철규암 그리고 소규모 암주 내지 암맥상으로 분포하는 알칼리 화강암으로 구성된다. 철광상은 주로 계명산층의 편리와 조화적 관계를 가져 층상 내지 렌즈상으로 산출되나 부분적으로 불규칙한 괴상으로 발달하며, 호상광석(banded ore) 및 괴상광석(massive ore)으로 구분된다. 호상광석은 적철석, 적철석+자철석, 자철석, 석영이 우세한 분대(meso-band)에 의한 대상 구조를 보이며 철의 퇴적 후 광역변성작용의 영향을 받은 것으로 보인다. 괴상광석은 계명산층을 관입한 화성암(충주 화강암의 일부)의 접촉부를 따라 불규칙하게 발달하며 대부분이 자철석이고 철의 퇴적 후 화강암 관입의 영향을 받은 것으로 보인다.
희토류 원소 광상은 계명산층 중 특히 알칼리 화강암 기원의 석영-장석편암과 밀접하게 수반되어 발달하며 대체로 북동-남서 주향으로 분포한다. 확인된 폭은 10~30 m, 연장은 1.2 km이며 희토류 광물은 석영-장석편암 내 소규모 렌즈상 또는 판상으로 유색광물과 선구조를 형성하며 수반된다. 희유원소 광석 중 갈렴석 맥상형 광물의 희토류 함량이 가장 높다.
박맹언 외(2005)에 의하면 계명산층 내 충주 철광상에서 산출되는 산성 변성화산암들은 매우 높은 희토류 원소 농도를 가지며 지구화학적 특징은 문주리층의 산성 변성화산암과 비슷하다.
| wt %   | 72.45~75.25 | 0.23~0.59    | 7.24~10.01   | 3.49~9.04   | 0.04~0.16  |            |            |          |            |           |            |          |            |          |
| 미량   | 바륨        | 루비듐       | 탄탈럼       | 나이오븀    | 하프늄     | 지르코늄   | 이트륨     | 토륨     | 우라늄     | 셀레늄    |            |          |            |          |
| wt %   | 61~350      | 34~217       | 13~113       | 168~1971    | 24~394     | 1162~11912 | 253~1318   | 70~278   | 12~69      | 0.82~1.6  |            |          |            |          |
| 희토류 | 란타넘      | 세륨         | 프라세오디뮴 | 네오디뮴    | 사마륨     | 유로퓸     | 가돌리늄   | 터븀     | 디스프로슘 | 홀뮴      | 어븀       | 툴륨     | 이터븀     | 루테튬   |
| wt %   | 176.2~796.0 | 430.4~1723.8 | 47.5~230.7   | 210.0~960.4 | 39.1~217.0 | 1.4~11.9   | 50.0~226.9 | 7.8~43.2 | 54.3~282.5 | 13.3~54.7 | 34.7~148.3 | 5.0~23.0 | 32.9~101.2 | 4.5~19.0 |

### 삼덕 몰리브데넘 광상
삼덕 몰리브데넘 광상은 충주시 수안보면 안탈골 일대(북위 36° 49′ 41″ 동경 127° 59′ 32″ / 북위 36.82806°  동경 127.99222° , 수안보면 온천리 산 94-1)에 있는 황강리 광화대의 광상(鑛床)이다. 광상 일대의 지질은 고생대 오르도비스기 화전리층을 기저로 하여 고운리층, 서창리층, 이원리층, 황강리층 순서로 오고 백악기 우백질 반상화강암 및 화강반암이 관입했다. 이 광상은 1938년 조선광업진흥주식회사에서 구리, 아연, 텅스텐 및 몰리브데넘의 광종으로 등록하여 50톤 규모의 선광장을 설치하여 1941년부터 1945년까지 약 190,000 kg의 휘수연석(輝水鉛石; 몰리브데넘 황화물)을 생산하였다. 그 후 1952년 계광순이 월 600 kg 정도의 휘수연정광을 생산하였으나 1995년 등록이 소멸되었다. 이 광상은 서창리층 내에 발달한 남-북 방향의 열극대를 따라 충진한 3개의 석영맥으로 구성된 광상으로 석영맥의 폭은 0.05~0.3 m 정도로 팽축이 심하고 석영맥의 연장성은 약 400 m 정도이다. 이 광상에서는 삼덕항, 본항, 노두항(상일항), 대곡상항 및 대곡본항이 개설되어 광석을 채굴하였으며 상부의 석영맥에는 주로 황동석과 철망간중석이 풍부했으나 하부의 석영맥에서는 황철석, 철망간중석 및 휘수연석이 풍부하게 산출되었다. 1977년 시추 결과 화강암 내에서도 몰리브데넘을 함유한 석영맥이 산출되어 백악기 이후 몰리브데넘 광화작용이 있었음을 지시한다. 산출 광물은 석영, 형석, 백색 운모, 흑운모, 인회석, 모나자이트, 금홍석, 티탄철광, 휘수연석, 황동석, 철-마그네슘-망가니즈 산화물 및 철 산화물 등이다.

## 충주시의 온천

### 수안보온천
수안보온천 일대의 지질은 옥천 누층군 서창리층의 천매암 지층으로 구성된다. 수안보온천의 수온은 53°C, 1일 채수량은 4,800t이며 지하 250 m에서 용출되는 수소이온농도 8.14~8.27의 약알칼리성 온천이다. 수안보온천 일대에는 동-서 및 북서-남동 주향의 고각 단층이 2개 교차하며 일대의 암석은 심하게 파쇄되어 있고 열수의 유동에 중요한 역할을 한다. 라돈-222 함량은 지역 지하수가 210~7930 pCi/L, 온천수가 190~340 pCi/L, 라듐-226 함량은 지역 지하수가 0.25~0.42 pCi/L, 온천수가 0.29~0.32 pCi/L이다. 온천수는 심하게 파쇄된 천매암 지층에서 나오나 천매암층은 다만 통로의 역할만을 할 뿐 주요 온천수 대수층은 화강암 저반 내에 깊은 곳까지 발달한 정단층으로 추정된다.

### 앙성온천
앙성온천은 충주시 앙성면 돈산리와 능암리 일대에 발달하는 돈산온천, 앙성탄산온천, 능암온천 등을 지칭한다. 이 지역에는 1990년대부터 탄산 온천들이 개발되어 왔다. 남측의 보련산에서 탄산천 방향의 산줄기를 따라 과거에 텅스텐-몰리브데넘 광산이 개발되었으며, 온천공의 심도는 500~1,000 m 범위이다. 이 지역의 지질은 고원생대 편마암류, 쥐라기 화강암과 백악기의 산성, 중성암맥 및 석영반암맥이 분포한다. 또한 앙성천을 따라 우수향 주향 이동 단층이 발달하며 문상호 외(2022)에 의해 '앙성 단층'으로 명명되었다. 음성군 감곡면 문촌리 일대에서 관찰된 이 단층은 수 미터 폭의 단층비지대와 단층각력대로 이루어진 고각의 단층대를 형성하며, 인접한 모암에 형성된 단층손상대의 폭은 수십 미터이다. 우수향으로 변위된 편마암과 화강암의 경계를 기준으로 측정된 이 단층의 수평 변위량은 최소 400 m 이상이다. 이 단층을 형성시킨 변형작용은 상기한 백악기 암맥류 또는 광맥을 배태시킨 단열대의 형성과 시공간적 및 운동학적으로 밀접한 관련이 있을 것으로 추정되며, 이 지역의 지하수 유동에도 상당한 영향을 준 것으로 해석된다. 탄산온천공들은 모두 중생대 쥐라기 화강암체 내에 분포하며, 서북서-동남동 방향의 앙성 단층과 북북동-남남서 방향의 단층이 만나는 지점에 위치하는 특징을 보인다. 탄산온천의 이산화탄소는 텅스텐-몰리브데넘 광화대에서 유래된 것으로 추정된다.

## 충주댐

### 내진 설계
충청북도 충주시의 충주댐의 경우, 1985년 준공 당시 규모 5.4의 지진까지 버틸 수 있도록 설계된 것으로 알려져 있다. 2016년 경주 지진이 규모 5.8이었음을 고려하면 충주댐도 안전하다고는 할 수 없는데, 대지진 발생으로 댐이 붕괴할 경우 가옥과 농지가 수몰되고 기존 하천의 범람도 예상된다. 정부는 이미 지진으로 인한 충주댐의 붕괴 시나리오를 만들었지만 확률상 희박한 시나리오를 공개할 경우 혼란과 재산권 침해를 야기할 수 있다며 비공개했다.

### 석면
2015년 충주댐 인근의 돌로마이트에서 석면 광맥이 무더기로 산출되어 식수원인 남한강에 대한 우려가 제기되었다. 충주댐 일대의 지질은 옥천 누층군 계명산층, 향산리 돌로마이트질 석회암층, 대향산 규암층, 문주리층과 이를 관입한 백악기 흑운모 화강암 등이 분포한다. 석면을 함유한 돌로마이트는 이를 관입한 화강암의 열수 변질작용을 받아 방해석, 투각섬석, 양기석, 투휘석, 활석, 석영 등의 광물이 있는 돌로마이트질 석회암이 형성되었다. 석면은 주로 각섬석계 석면이며 층리면을 따라 수 밀리미터~센티미터 단위로 산출된다. 돌로마이트가 석면 광물로 변성 받으려면 다수의 석영과 규질 유입이 필요한 바, 이상희(2017)는 향산리 돌로마이트질 석회암층 자체가 석영을 포함하고 화강암 관입 시 마그마내부의 규질 성분이 있고 향산리 돌로마이트질 석회암층 위의 대향산 규암층에서도 규질 성분의 유입이 가능해 [[활석] 및 석면 성분이 많은 것으로 판단했다.

## 같이 보기
- 한국의 지질
- 조선 누층군
- 옥천 누층군
- 한국의 화강암
- 충주 활옥동굴
- 충주시